# Lode Vets
Ludovicus Gerardus Josephina (Lode of Lodewijk) Vets (Antwerpen, 2 september 1899 – aldaar, 26 juli 1970) was een Belgisch altviolist en componist.
Hij was zoon van Joanna Josephina Van der Auwera en magazijnbediende Joannes Baptiste Martinus Paulina Vets.
Hij kreeg tussen 1911 en 1922 zijn muziekopleiding aan het Antwerps conservatorium. Docenten waren er onder meer Napoleon Distelmans op altviool en August De Boeck voor harmonieleer. Nog voordat hij die laatste studie afrondde werd hij koorrepetitor en altviolist bij de Vlaamse Opera in zijn geboortestad. Hij was er vanaf 1919 tot 1963 werkzaam. Dit combineerde hij met het leven van (alt)viool- en kamermuziekleraar aan de Muziekacademie Hoboken (1929-1963) en leraar notenleer in Deurne (1941-1944). Hij nam in 1925 zitting in het Vlaams Kwartet (A. van de Vijver, R. de Man en A. van Sintruyen).
Met collega-componisten Edouard Léon Théodore Mesens, Karel Albert, Georges Monier, Hervé Claus, Jules Grien en August Baeyens vormde hij de Groupe des Sept (tegenover de Franse Groupe des Six).
Enkele werken:
- 1935: Capriccio voor klein orkest
- 1937: Killemondee, reidans voor orkest
- 1942: toneelmuziek bij De reis van St-Martinus
- 1963: Intermezzo voor negen muziekinstrumenten en slagwerk
- 1963: Drie stukjes huismuziek voor fluit en altviool etc.